# Francês acadiano

Bandeira da Acádia

Francês acadiano (em francês:  français acadien, acadjonne) é uma variedade do francês falado pelos acadianos, principalmente na região de Acadia, Canadá. O francês acadiano tem 7 sotaques regionais, incluindo Chiac e Brayon.

## Fonologia
Como houve pouco contato linguístico com a França entre o final do século XVIII e o século XX, o francês acadiano manteve características que desapareceram durante os esforços de padronização do francês no século XIX, como estas:
- O fonema /ʁ/: o francês acadiano manteve uma vibração alveolar ou um tepe alveolar, mas os falantes modernos o pronunciam como no francês parisiense: rouge (vermelho) pode ser pronunciado [ruːʒ], [ɾuːʒ] ou [ʁuːʒ].
- No francês acadiano não-padrão, a terminação na terceira pessoa do plural do verbo -ont, como ils mangeont [i(l) mɑ̃ˈʒɔ̃] (eles comem), ainda é pronunciado, ao contrário do francês padrão (França e Quebec) ils mangent ([i(l) ˈmɒ̃ːʒ(ə)] (França)/[i ˈmãːʒ(ə)] ou (Quebec)/[ɪl ˈmãːʒ(ə)] ), o 'e' pode ser pronunciado ou não, mas o '-nt' é sempre mudo.

De acordo com Wiesmath (2006), Algumas características do acadiano são:
- A terminação verbal -ont na terceira pessoa do plural
- Palatalização de /k/ e /ɡ/ para [tʃ] e [dʒ], respectivamente
- Um recurso chamado l'ouisme em que bonne é pronunciado [bʊn]

Essas características geralmente ocorrem na fala de pessoas mais velhas.
Muitos aspectos do francês acadiano (vocabulário e "r" fricativo, etc.) ainda são comuns nas áreas rurais do sudoeste da França. Os falantes do francês metropolitano e até mesmo de outras variedades canadenses de francês às vezes têm dificuldade para entender o francês acadiano. Na América do Norte, seu parente mais próximo é o francês cajun falado no sul da Luisiana, já que ambos nasceram da mesma população que foi afetada durante a expulsão dos acadianos.
Veja também o Chiac, uma variedade com forte influência do inglês, e o francês da Baía de St. Marys, uma variedade distinta do francês acadiano falado em Clare, Tusket, Nova Escócia e também em Moncton, Novo Brunswick.

### Palatalização
Não deve ser confundida com a africação típica do francês de Quebec.
- /k/ e /tj/ são comumente substituídos por [tʃ] antes de uma vogal anterior. Por exemplo, quel, queue, cuillère e quelqu'un são geralmente pronunciados tchel, tcheue, tchuillère e tchelqu'un. Tiens é pronunciado tchin [t͡ʃɛ̃].
- /ɡ/ e /dj/ frequentemente se tornam [d͡ʒ] (às vezes [ʒ]) antes de uma vogal anterior. Por exemplo, bon dieu e gueule tornam-se [bɔ̃ ˈdʒø] e [d͡ʒœl] no francês acadiano informal. Braguette torna-se [bɾaˈd͡ʒɛt]. Essa pronúncia levou à palavra Cajun, de Acadien.

### Metátese
A metátese é bastante comum. Por exemplo, mercredi (quarta-feira) é mercordi, e pauvreté (pobreza) é pauveurté. Je (o pronome "eu") é frequentemente pronunciado euj e Le é frequentemente pronunciado eul.
Em outras palavras, "re" é frequentemente pronunciado como "er". Por exemplo:
- erçu para reçu, ertourner para retourner, erpas para repas, ergret para regret, s'entertenir para s'entretenir.

### Vogais
- O francês acadiano manteve as distinções fonêmicas entre /a/ e /ɑ/, /ɛ/ e /ɛː/, /ø/ e /ə/, /ɛ̃/ e /œ̃/.
- Na fala informal, a vogal /ɑ/ é realizada como [ɔ]: pas (passo) /pɑ/ → [pɔ] e bras (braço) /bʁɑ/ → [bʁɔ], etc.
- A abreviação /ɛ/ é realizada como [ɛ] e é igual ao francês parisiense.
- /ɛː/ é aberto para [æː] ou fechado para [eː], dependendo da região: fête (festa) /fɛːt/ → [fæːt] ou [feːt] e caisse (caso) /kɛːs/ → [kæːs] ou [keːs], etc.
- A grafia ⟨oi⟩ tem diferentes pronúncias. Os falantes antigos a pronunciam [wɛ], porque a pronúncia parisiense tradicional era assim: roi ("rei") [rwɛ]. Mas no francês acadiano padrão moderno, ele é pronunciado [wa]. Mesmo onde não há acento circunflexo, há algumas palavras pronunciadas fonologicamente /wɑ/ e o fonema é pronunciado como [wɑ] na fala formal, mas [wɔ] na fala informal: trois (três) [tʁ̥wɑ] ou [tʁ̥wɔ] e noix (noz) [nwɑ] ou [nwɔ]. A grafia ⟨oî⟩ é fonemicamente /wɑ/, mas os falantes antigos a pronunciam [weː], enquanto os falantes modernos a pronunciam [wɑː] como no francês de Quebec: boîte (caixa) [bweːt] ou [bwɑːt] e croître (crescer) [kɾweːt(ɾ)] ou [kʁ̥wɑːt(ʁ̥)], etc.

### Elisão das consoantes finais
- Os grupos de consoantes que terminam uma palavra são reduzidos, muitas vezes perdendo completamente a última ou as duas últimas consoantes na fala informal: table (mesa) /tabl/ → [tab] e livre (livro/libra) /livʁ/ → [liːv],[4] etc.

## Vocabulário e gramática
O Dictionnaire du français acadien de Yves Cormier (ComiersAcad) inclui a maioria dos regionalismos acadianos. Do ponto de vista sintático, uma característica importante é o uso de je para a primeira pessoa do singular e do plural; o mesmo fenômeno ocorre com i para as terceiras pessoas. O acadiano ainda diferencia a forma vous da forma tu.
As palavras e expressões a seguir são mais comumente restritas ao francês acadiano ao sul do rio Miramichi, mas algumas também são usadas ao norte do rio Miramichi e no francês de Quebec (também conhecido como Québécois) ou Joual para a versão de Montreal do francês de Quebec. A linha Miramichi é uma isoglossia que separa o acadiano do sul (acadiano arcaico ou "verdadeiro") dos dialetos franceses canadenses ao norte, o acadiano do norte, o brayon (Madawaskano) e o francês de Quebec (francês laurenciano). O acadiano do sul normalmente tem características morfossintáticas como [je [V [-on] …]] (como em je parlons, "nós falamos") que o distingue dos dialetos ao norte ou em outras partes das Américas, como o francês cajun, o francês de Saint-Barthélemy ou o francês métis, que têm [nouzot [on- [V …]]] (como em nous-autres on parle). Geddes (1908), a mais antiga autoridade em qualquer variedade de francês falado no norte de Acádia, registra as características morfossintáticas do "verdadeiro" acadiano falado no sul e nas ilhas adjacentes a oeste.
Alguns exemplos do "verdadeiro" francês acadiano são:
- achaler: incomodar (Fr: ennuyer). Muito comum no francês de Quebec;
- ajeuve: variação de achever, literalmente "completar", há um tempo atrás (Fr: récemment, tout juste);
- amanchure: coisa, também a maneira como as coisas se juntam: a junção ou união de duas coisas (Fr: chose, truc, machin);
- amarrer: literalmente, amarrar embarcação, amarrar (Fr: attacher)[8];
- amoureux: (lit. "amante"), bardana (Fr: (capitule de la) bardane; Quebec: toque, grakia). Também muito comum no francês do Quebec;
- asteur: contração de à cette heure, agora (Fr: maintenant, à cette heure, désormais). Muito comum no francês de Quebec;
- attoquer: inclinar-se (Fr: appuyer);
- atentot: mais cedo (Fr: plus tôt);
- avoir de la misère: ter dificuldade' (Fr: avoir de la difficulté, avoir du mal). Muito comum no francês de Quebec;
- bailler: "dar" (Fr: donner) (geralmente "bocejar");
- baratte: uma peça de maquinário ou ferramenta que não funciona mais corretamente, por exemplo, "Meu carro está estragado, então é um baratte". Muito comum em New Brunswick;
- batterie: a passagem central de um celeiro ,(granges acadiennes) ladeada por dois compartimentos de armazenamento adjacentes ao beiral;[8]
- besson: gêmeo (Fr: jumeau/jumelle);
- boloxer: confundir, perturbar, desestabilizar (Fr: causer une confusion, déranger l'ordre régulier et établi);
- Bonhomme Sept-heures: um personagem temível dos contos de fadas que causava atos desagradáveis em crianças pequenas se elas não fossem para a cama na hora marcada;[8]
- bord: literalmente "o lado de um navio", l'autre bord significando "o outro lado (de uma rua, rio, etc.)"; changer de bord significando "mudar de lado (em uma competição de equipe)"; virer de bord significando "voltar atrás ou refazer os passos";[8]
- boucane: fumaça, vapor (Fr: fumée, vapeur). Muito comum no francês de Quebec;
- bouchure: cerca (Fr: clôture);
- brâiller: chorar, prantear (Fr: pleurer). Muito comum no francês do Quebec;
- brogane: sapato de trabalho, sapato velho ou usado (Fr: chaussure de travail, chaussure d'occasion);
- brosse: bebedeira (Fr: beuverie) (comum no francês de Quebec);
- caler: afundar (Fr: sombrer, couler), também "beber rápido, em uma tacada só", caler une bière). Muito comum no francês de Quebec;
- char: carro (Fr: voiture). Muito comum no francês de Quebec;
- chassis: janela (Fr: fenêtre);
- chavirer: ficar louco (Fr: devenir fou, folle);
- chu: eu sou (Fr: je suis, ou, coloquialmente chui). Muito comum no francês de Quebec;
- cosses: ervilhas, feijão verde (Fr: mangetout);
- cossé: o que, ou pedir informações especificando algo (Fr: quoi);
- cotchiner: enganar (Fr: tricher);
- coude: joelhos de um navio, que são uma característica estrutural distinta e incomum das primeiras casas acadianas;[8]
- Djâbe: Demônio (Fr: Diable);
- de service: próprio, adequado (Fr: adéquat, comme il faut);
- èchell: literalmente "escada de navio", escada (Fr: échelle)[8]
- ej: eu (Fr: je);
- élan: momento, enquanto (Fr: instant, moment);
- erj: e eu (Fr: et je suis);
- espèrer: esperar, dizer bem-vindo, convidar (Fr: attendre, inviter);
- faire zire: enojar (Fr: dégouter);
- farlaque: solto, selvagem, de virtude fácil (Fr: dévergondée, au moeurs légères);
- fournaise: lit. 'fornalha, um fogão a lenha, forno;
- frette: frio (Fr: froid). Muito comum no francês de Quebec;
- fricot: ensopado tradicional acadiano preparado com frango, batatas, cebolas, cenouras, dumplings (pedaços de massa) e temperado com satureja;
- garrocher: jogar, lançar (Fr: lancer). Muito comum no francês de Quebec;
- le grand mènage: faxinão, geralmente mais abrangente do que em outras culturas;[8]
- greer: literalmente, "aparelho dos mastros de um navio", para descrever o traje de uma mulher ou a decoração da bicicleta de um jovem;[8]
- grenier: um sótão para dormir;[8]
- hardes: roupas, vestuário (Fr: vêtements);
- harrer: bater, maltratar (Fr: battre ou traiter pauvrement, maltraîter);
- hucher: gritar, berrar (Fr: appeler (qqn) à haute voix);
- icet: precisamente aqui (Fr: ici);
- icitte: aqui; por aqui (Fr: ici);
- innocent: simples, tolo ou estúpido (Fr: simple d'esprit, bête, qui manque de jugement). Muito comum no francês de Quebec;
- itou: também (Fr: aussi, de même, également). Comum no francês do Quebec;
- larguer: literalmente "soltar as amarras de um navio", soltar qualquer objeto;[8]
- maganer: sobrecarregar, desgastar, cansar, enfraquecer (Fr: traiter durement, malmener, fatiguer, affaiblir, endommager, détériorer) Muito comum no francês de Quebec;
- mais que: quando + tempo futuro (Fr: lorsque, quand (suivi d'un futur));
- malin/maline: mau ou irritado (lit. maligno);
- marabout: estar irritado ou zangado;
- mitan: meio, centro (Fr: milieu, centre);
- orignal: alce;
- païen: lit. pagão, caipira, pessoa sem instrução, camponês;
- palote: desajeitado (Fr: maladroit);
- parker: parque (Fr: stationner);
- pâté chinois: uma caçarola de shepherd's pie, purê de batatas, carne moída e milho;[8]
- peste: mau cheiro (Fr: puenteur);
- pire à yaller/au pire à yaller: na pior (Fr: au pire);
- plaise: peixe americano (Fr: plie);
- ploquer: ter ou mostrar coragem;
- ploye: panqueca de trigo sarraceno, uma tradição de Edmundston, Novo Brunswick, também comum nas comunidades acadianas do Maine (Fr: crêpe au sarrasin);
- point, poinne: não, ou um termo similar de negação (Fr: pas);
- pomme de pré: (lit. "maçã do prado") cranberry americano (Vaccinium macrocarpon) (Fr: canneberge; Quebec: atoca);
- pot-en-pot: uma torta de carne de veado, coelhos e aves de caça;[8]
- poutine râpée: uma bola feita de batata ralada com carne de porco no centro, um prato tradicional acadiano;
- quai: um píer portátil com rodas para barcos, retirado da água para evitar danos causados pelo gelo;[8]
- qu'ri: (de quérir) buscar, ir buscar (Fr: aller chercher);
- rinque: apenas;
- se haler: (lit. "puxar-se") apressar-se (Fr: se dépêcher);
- se badjeuler: discutir (Fr: se disputer);
- soira: até logo (Fr: au revoir);
- j'étions: nós éramos (Fr: nous étions);
- ils étiont: eles estavam (Fr: ils étaient);
- taweille: mulher Micmac, tradicionalmente associada à medicina ou Midewiwin (Fr: Amérindienne);
- tchequ'affaire, tchequ'chouse, quètchose, quotchose: algo (Fr: quelque chose) (quètchose e quechose são comuns no francês de Quebec;
- tcheque, tcheques: alguns (Fr: quelque);
- tête de violon: samambaia (Matteuccia struthiopteris);
- tétine-de-souris: Salicornia delgada, uma planta verde comestível que cresce em pântanos salgados (Salicornia europaea) (Fr: salicorne d'Europe);
- tintamarre: "din" (também se refere a uma tradição acadiana de fazer barulho, em que as pessoas se reúnem nas ruas e desfilam pela cidade);
- tourtiéres: tortas de carne, às vezes com batatas;[8]
- valdrague: em desordem ou confusão;
- vaillant, vaillante: ativo, trabalhador, corajoso (Fr: actif, laborieux, courageux). Comum no francês de Quebec.

### Numerais
- Nas comunidades de Nova Escócia de Wedgeport e Pubnico, os números soixante-dix (setenta), quatre-vingts (oitenta) e quatre-vingt-dix (noventa) são chamados de septante, huitante e nonante respectivamente, um fenômeno também observado no francês suíço e no francês belga.

### Passé simple
O francês da Baía de St. Marys, um dialeto conservador do francês acadiano falado na região da Baía de St. Marys, Nova Escócia, é notável por manter o uso do passé simple na conversação falada. Na maioria dos dialetos modernos do francês, o tempo verbal só é usado na escrita e na fala formal.